# Wolfgang Hunger (Rechtswissenschaftler)
Wolfgang Hunger (* 1511 in Kolbing; † 26. Juli 1555 in Augsburg) war ein deutscher Rechtsgelehrter, Hochschullehrer und Kanzler von Freising.

## Leben
Hunger erhielt in München seine Schulausbildung. Er ging zum Studium der Rechtswissenschaften an die Universität Freiburg im Breisgau. Von dort aus ging er weiter nach Frankreich, wo er sich tiefergehend bildete und an der Universität Bourges eine Vorlesung zu institutiones juris civilis hielt. Ebenfalls in Frankreich wurde er zum Doktor beider Rechte promoviert.
1540 folgte Hunger einem Ruf an die Universität Ingolstadt. Bereits 1541 wurde er Rektor dieser Universität. Kaiser Karl V. ernannte ihn 1549 zum Assessor beim Reichskammergericht in Speyer. Wenig später wurde er durch Heinrich von der Pfalz zum Kanzler in Freising ernannt. Als solcher war er 1555 Gesandter zum Reichstag zu Augsburg, auf dem er überraschend verstarb. Kurz vor seinem Tod wurde er von Kaiser Ferdinand I. in den Adelstand erhoben.
Eines seiner Kinder war der Ingolstädter Gelehrte Albert Hunger.

## Werke (Auswahl)
- Notae in Joan. Cuspiniani de Caesaribus atque imperatoribus opus insigne., Neue Auflage Frankfurt am Main 1601.
- Auszug geschriebener kaiserlicher und des heiligen römischen Reichs Rechten, Ingolstadt 1567.
- Apologia pro Ludovico IV Imperatore ex Domu Bavarica, in: Finauer’s Bibliothek der Staats- und Kirchengeschichte, München 1772, Band II, S. 65 ff.
- Lingua germanicae vindicatio contra exoticas quasdam, quae complurium vocum et dictionum mere germanicarum Etymologias ex sua petere sunt conati, erstmals posthum 1586 veröffentlicht.